# One good reason
One good reason is een single van Marlayne.

## Achtergrond
Het lied werd ten gehore gebracht tijdens het Nationaal Songfestival 1999. One good reason en de andere liedjes werden allemaal in het Engels gezongen, hetgeen niet bij iedereen in goede aarde viel. Een andere (letterlijke) wanklank was het duo Double Date, dat E-mail to Berlin vals zong. Marlayne won de stemming afgetekend op grote afstand gevolgd door DeAnté met We don't live too long. Marlayne werd met One good reason achtste op het Eurovisiesongfestival 1999.
De Vlaamse band Sugarfree nam het lied in het Nederlands op onder de titel Geef een goede reden in een vertaling van Nathalie Prins en Gildy Florus.

## Hitnotering
De hoge notering op beide festivals was niet terug te zien in de verkoop. DeAnté verkocht beter.

### Nederlandse Top 40
In deze hitlijst bleef One good reason een eendagsvlieg.
| Positie: | 30 | 24 | 24 | 37 | 37 | 39 | uit |

### NederlandseSingle Top 100
De single bleef een eendagsvlieg voor Marlayne als soloartieste.
| Hitnotering: 27-3-1999 t/m 30-7-1999 | Hitnotering: 27-3-1999 t/m 30-7-1999 | Hitnotering: 27-3-1999 t/m 30-7-1999 | Hitnotering: 27-3-1999 t/m 30-7-1999 | Hitnotering: 27-3-1999 t/m 30-7-1999 | Hitnotering: 27-3-1999 t/m 30-7-1999 | Hitnotering: 27-3-1999 t/m 30-7-1999 | Hitnotering: 27-3-1999 t/m 30-7-1999 | Hitnotering: 27-3-1999 t/m 30-7-1999 | Hitnotering: 27-3-1999 t/m 30-7-1999 | Hitnotering: 27-3-1999 t/m 30-7-1999 | Hitnotering: 27-3-1999 t/m 30-7-1999 | Hitnotering: 27-3-1999 t/m 30-7-1999 | Hitnotering: 27-3-1999 t/m 30-7-1999 | Hitnotering: 27-3-1999 t/m 30-7-1999 | Hitnotering: 27-3-1999 t/m 30-7-1999 | Hitnotering: 27-3-1999 t/m 30-7-1999 | Hitnotering: 27-3-1999 t/m 30-7-1999 | Hitnotering: 27-3-1999 t/m 30-7-1999 | Hitnotering: 27-3-1999 t/m 30-7-1999 | Hitnotering: 27-3-1999 t/m 30-7-1999 |
| Week:                                | 1                                    | 2                                    | 3                                    | 4                                    | 5                                    | 6                                    | 7                                    | 8                                    | 9                                    | 10                                   | 11                                   | 12                                   | 13                                   | 14                                   | 15                                   | 16                                   | 17                                   | 18                                   |                                      |                                      |
| ------------------------------------ | ------------------------------------ | ------------------------------------ | ------------------------------------ | ------------------------------------ | ------------------------------------ | ------------------------------------ | ------------------------------------ | ------------------------------------ | ------------------------------------ | ------------------------------------ | ------------------------------------ | ------------------------------------ | ------------------------------------ | ------------------------------------ | ------------------------------------ | ------------------------------------ | ------------------------------------ | ------------------------------------ | ------------------------------------ | ------------------------------------ |
| Positie:                             | 78                                   | 33                                   | 30                                   | 32                                   | 38                                   | 42                                   | 48                                   | 57                                   | 57                                   | 69                                   | 50                                   | 43                                   | 47                                   | 46                                   | 56                                   | 61                                   | 68                                   | 75                                   | uit                                  |                                      |

### BelgischeBRT Top 30
Geen notering

### VlaamseUltratop 50
Notering in de tipparade
1956: De vogels van Holland / Voorgoed voorbij · 1957: Net als toen · 1958: Heel de wereld · 1959: 'n Beetje · 1960: Wat een geluk · 1961: Wat een dag · 1962: Katinka · 1963: Een speeldoos · 1964: Jij bent mijn leven · 1965: 't Is genoeg · 1966: Fernando en Filippo · 1967: Ring-dinge-ding · 1968: Morgen · 1969: De troubadour · 1970: Waterman · 1971: Tijd · 1972: Als het om de liefde gaat · 1973: De oude muzikant · 1974: Ik zie een ster · 1975: Ding-a-dong · 1976: The party's over · 1977: De mallemolen · 1978: 't Is O.K. · 1979: Colorado · 1980: Amsterdam · 1981: Het is een wonder · 1982: Jij en ik · 1983: Sing me a song · 1984: Ik hou van jou · 1986: Alles heeft ritme · 1987: Rechtop in de wind · 1988: Shangri-la · 1989: Blijf zoals je bent · 1990: Ik wil alles met je delen · 1992: Wijs me de weg · 1993: Vrede · 1994: Waar is de zon · 1996: De eerste keer · 1997: Niemand heeft nog tijd · 1998: Hemel en aarde · 1999: One good reason · 2000: No goodbyes · 2001: Out on my own · 2003: One more night · 2004: Without you · 2005: My impossible dream · 2006: Amambanda · 2007: On top of the world · 2008: Your heart belongs to me · 2009: Shine · 2010: Ik ben verliefd (sha-la-lie) · 2011: Never alone · 2012: You and me · 2013: Birds · 2014: Calm after the storm · 2015: Walk along · 2016: Slow down · 2017: Lights and shadows · 2018: Outlaw in 'em · 2019: Arcade · 2020: Grow · 2021: Birth of a new age · 2022: De diepte · 2023: Burning daylight · 2024: Europapa